# Хассе, Пауль Эвальд
Пауль Эвальд Хассе (8 июня 1847, Любек — 30 апреля 1907, там же) — германский историк, архивист, редактор.
Происходил из известной любекской семьи (в частности, его прадед был мэром города). Высшее образование получил в Гёттингенском университете, где специализировался на медиевистике и истории немецкого и датского права. Получив докторскую степень, с 1875 года преподавал в Кильском университете в звании приват-доцента, в 1880 году был повышен до экстраординарного профессора. В период жизни в Киле много занимался изучением общей и юридической истории этого города. С 1876 по 1888 год состоял секретарём Исторического общества Шлезвиг-Гольштейна. В 1889 году возвратился в Любек, где сначала получил должность 2-го секретаря сената, а в 1892 году возглавил городской архив. В этот период жизни продолжал заниматься написанием исторических трудов и выступил главным редактором 11-томного издания «Codex diplomaticus Lubecensis», посвящённого дипломатической истории Любека. Занимался также организацией издания ряда средневековых источников права (работы «Kieler Stadtbuch aus den Jahren 1264—1289» (1875); «Schleswig-Holstein-Lauenburgische Regesten und Urkunden» (I том — 1886, II том — 1888, III том — 1896)); сотрудничал с несколькими историческими журналами (в частности, с «Hansische Geschichtsblätter» и «Zeitschrift des Vereins für Lübeckische Geschichte und Altertumskunde»). Выступал редактором трёхтомника «Schleswig-Holstein-Lauenburgische Regesten und Urkunden» и двухтомника «Lübeckisches Urkundenbuch».
Наиболее известные труды: «Das Schleswiger Stadtrecht. Untersuchungen zur Dänischen Rechtsgeschichte» (1880; крупная работа о датском средневековом праве, подвергнутая жёсткой критике датскими историками); «Die Quellen des Ripener Stadtrecht. Untersuchungen zur Dänischen und Lübschen Rechtsgeschichte og Dänenrecht und Fremdenrecht in Dänemark zur Zeit Waldemars II» (1883); «Die Seerüstungen Lübecks im Kriege gegen Schweden 1569—1570» (работа по истории шведского вторжения в Любек, опубликована в 1903—1904 годах в «Mittheilungen des Vereins für Lübeckische Geschichte»). Написал также ряд работ по истории искусства: «Bildliche Darstellungen der Schlacht bei Bornhövede»; «Die Anfänge Lübecks» (1893); «Burchard Wulff, ein Lübecker Maler des 17. Jahrhunderts» (1898).